# エグマル・ゴンザルヴェス
エグマル・ゴンザルヴェス（ポルトガル語: Egmar Gonçalves、1970年8月15日 - ）は、ブラジル・ヴィラ・ヴェーリャ出身のシンガポールの元サッカー選手。元シンガポール代表。ポジションはFW。

## 経歴
2000年にシンガポールに渡り、ホーム・ユナイテッドに所属。Sリーグ史上初の100得点を2001年に達成し、この年の末には107得点まで記録を更新した。100得点目となった試合はシンガポール・アームド・フォーシズFC戦で、この試合で彼はハットトリックを達成し、4-0の快勝を収めた。
2002年にはシンガポール国籍をw:Foreign Sports Talent Schemeの下で取得し、シンガポール代表への出場権を得た。
2004年には新麒足球倶楽部相手にハットトリックを決め5-1の快勝、これによってSリーグ200得点を達成した。また、この年にはSリーグの得点王を獲得した他、AFCカップ2004でもインドラ・サーダン・ダウドと共に得点王となった。そのインドラとは長くチームメイトであり、ストライカー同士の連携はよかったとインドラはインタビューの際に発言している。
2007年1月にはホーム・ユナイテッドとの契約更新に失敗しブラジルに帰国、デスポルチーヴァ・カピシャーバに加入した。これによって彼のSリーグでの得点記録は239得点となり、Sリーグ史上最多の記録であったが、後にミルコ・グラボヴァツにこの記録は塗り替えられた。デスポルチーヴァに1年所属した後に現役を引退した。

## 代表歴
Sリーグでは活躍していた彼であるが、代表としてはあまり活躍する事が出来なかった。その中でも活躍したのはAFCアジアカップ2007予選のイラク代表戦で、4-2でイラクに敗北したものの、この試合で彼は得点を決めている。

## 個人
現在は妻と子と共に生まれ故郷のヴィラ・ヴェーリャに暮らしている。

## 個人成績
代表での得点
| # | 日附           | 場所         | 対戦相手 | 得点 | 結果 | 大会                    |
| - | -------------- | ------------ | -------- | ---- | ---- | ----------------------- |
|   | 2006年10月11日 | アル・アイン | イラク   | 2-4  | 敗北 | AFCアジアカップ2007予選 |

## タイトル

### クラブ
ホーム・ユナイテッド
- Sリーグ : 1999, 2003
- シンガポール・カップ : 2000, 2001, 2003, 2005

### 個人
- Sリーグ得点王 : 2004
- AFCカップ得点王 : 2004